# Испания на летних Олимпийских играх 1992
На летних Олимпийских играх 1992 года Испанию представляло 422 спортсмена (297 мужчин, 125 женщин). Они завоевали 13 золотых, 7 серебряных и 2 бронзовых медалей, что вывело сборную на 6-е место в неофициальном командном зачёте.
Знаменосцем сборной Испании был будущий король, а тогда 24-летний принц Фелипе. Он сам принимал участие в Олимпиаде — в парусном спорте.
Выступление испанцев на домашней Олимпиаде остаётся самым успешным в истории. Так, если за все годы участия в летних и зимних Олимпийских играх до 1992 года выиграли всего шесть золотых наград (ни разу на одних Играх они не выигрывали более одной медали), то в Барселоне сразу 13. Благодаря этому в неофициальном командном зачёте испанцы стали шестыми.

## Медалисты
| Медаль  | Спортсмен | Вид спорта                | Дисциплина                    |
| ------- | --- | ------------------------- | ----------------------------- |
| Золото  | Хуан Карлос Ольгадо Ромеро Альфонсо Менендес Вальин Антонио Васкес Мехидо | Стрельба из лука          | Мужчины, командное первенство |
| Золото  | Фермин Качо | Лёгкая атлетика           | Мужчины, 1500 м               |
| Золото  | Даниэль Пласа | Лёгкая атлетика           | Мужчины, ходьба 20 км         |
| Золото  | Хосе Мануэль Морено | Велоспорт                 | Мужчины, гит 1000 м           |
| Золото  | Сантьяго Каньисарес Альберт Феррер Микель Ласа Роберто Солосабаль Хуанма Лопес Давид Вильябона Хосе Эмилио Амависка Луис Энрике Хосеп Гвардиола Абелардо Хавьер Манхарин Паки Тони Габриэль Видаль Франсиско Мануэль Солер Атенсия Мигель Эрнандес Санчес Рафаэль Бергес Мартин Антонио Пинилья Миранда Кико Альфонсо Перес                                                                           | Футбол                    | Мужчины                       |
| Золото  | Анна Маикес-и-Дерн Селия Коррес-и-Хинер Элисабет Марагаль-и-Верхе Мария Анхелес Родригес Суарес Мария дель Кармен Бареа Кобос Мария Виктория Гонсалес Лагильо Майдер Тельерия Гоньи Мария Исабель Мартинес Мерседес Коген Альбердингк Тихм Нагоре Габельанес Марьета Наталия Дорадо Гомес Нурия Оливе Вансельс Сильвия Манрике Перес Сония Барио Гутьеррес Тереса Мотос Исета Вирхиния Рамирес Мерино | Хоккей на траве           | Женщины                       |
| Золото  | Тереса Сайбель Патрисия Герра Кабрера | Парусный спорт            | Женщины, класс «470»          |
| Золото  | Хорди Хоан Калафат Эстельрич Франсиско Санчес Луна | Парусный спорт            | Мужчины, класс «470»          |
| Золото  | Луис Доресте Доминго Хосе Манрике | Парусный спорт            | Класс «Летучий голландец»     |
| Золото  | Хосе ван дер Плоэг | Парусный спорт            | Мужчины, класс «Финн»         |
| Золото  | Мартин Лопес-Суберо | Плавание                  | Мужчины, 200 м на спине       |
| Золото  | Альмудена Муньос | Дзюдо                     | Женщины, до 52 кг             |
| Золото  | Мириам Бласко | Дзюдо                     | Женщины, до 56 кг             |
| Серебро | Антонио Пеньяльвер Асенсио | Лёгкая атлетика           | Мужчины, десятиборье          |
| Серебро | Фаустино Рейес Лопес | Бокс                      | Мужчины, до 57 кг             |
| Серебро | Каролина Паскуаль Грасиа | Художественная гимнастика | Женщины, личное первенство    |
| Серебро | Наталия Виа-Дуфресне | Парусный спорт            | Женщины, класс «Европа»       |
| Серебро | Хорди Арресе | Теннис                    | Мужчины, одиночный разряд     |
| Серебро | Кончита Мартинес Аранча Санчес Викарио | Теннис                    | Женщины, парный разряд        |
| Серебро | Даниэль Бальярт Санс Хесус Рольян Жорди Санс Хосеп Пико Льядо Мануэль Эстиарте Манель Сильвестре Марко Антонио Гонсалес Хинкера Мигель Анхель Ока Педро Франсиско Гарсиа Агадо Рикардо Санчес Аларкон Рубен Михавила Ховер Сальвадор Эмилио Гомес Агера Серхи Педрероль Кавалье | Водное поло               | Мужчины                       |
| Бронза  | Аранча Санчес Викарио | Теннис                    | Женщины, одиночный разряд     |
| Бронза  | Хавьер Гарсиа Чико | Лёгкая атлетика           | Мужчины, прыжки с шестом      |